# 廻田町
廻田町（めぐりたちょう）は、東京都東村山市の町名。現行行政地名は廻田町一丁目から廻田町四丁目。郵便番号189-0025。

## 地理
東村山市の南西部に位置する。東から時計回りに、東村山市野口町、東村山市美住町、東村山市富士見町、東大和市清水、東大和市多摩湖、東村山市多摩湖町、に隣接する。

### 河川

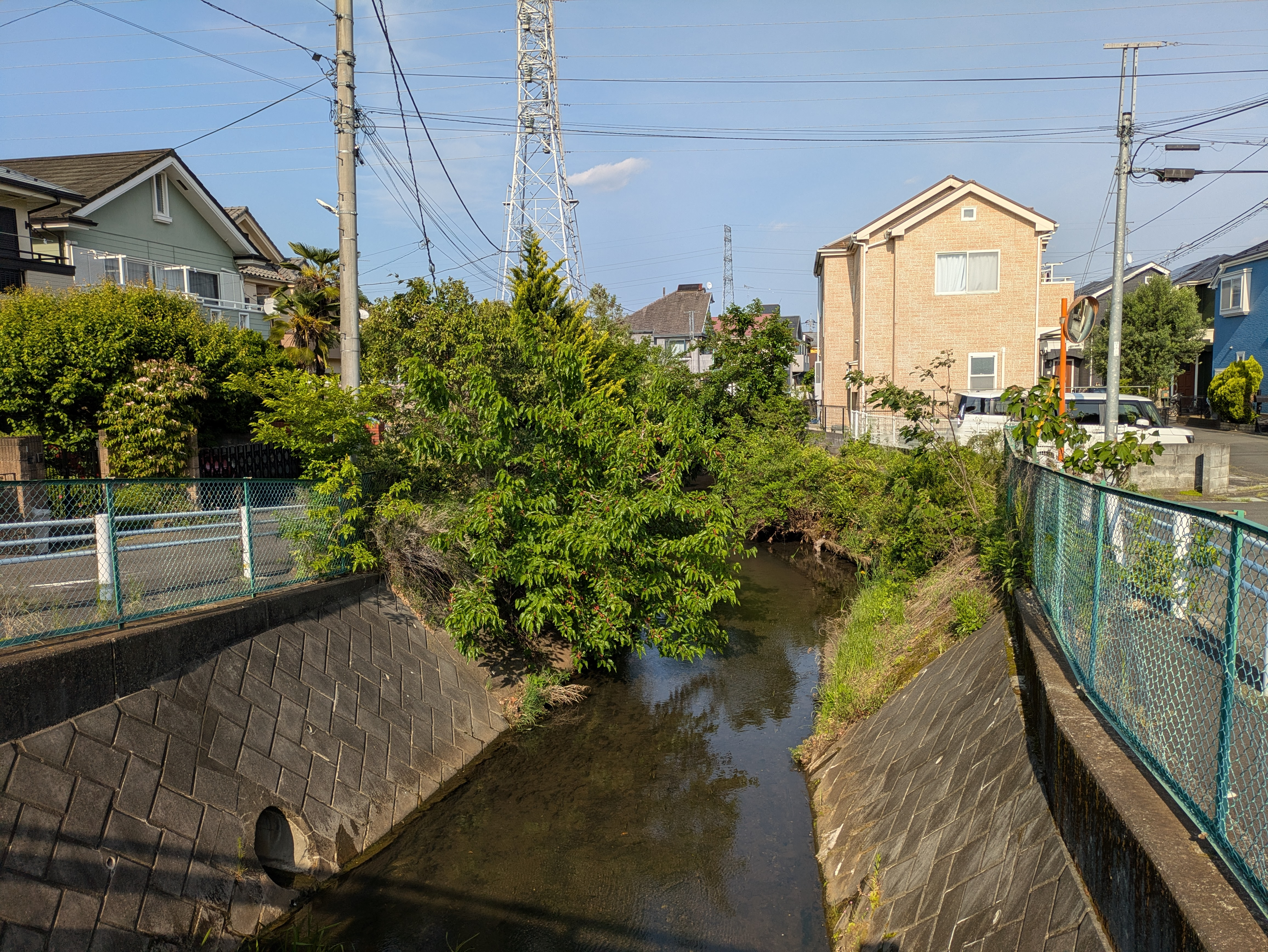
廻田町　前川

- 前川

## 交通

### 鉄道

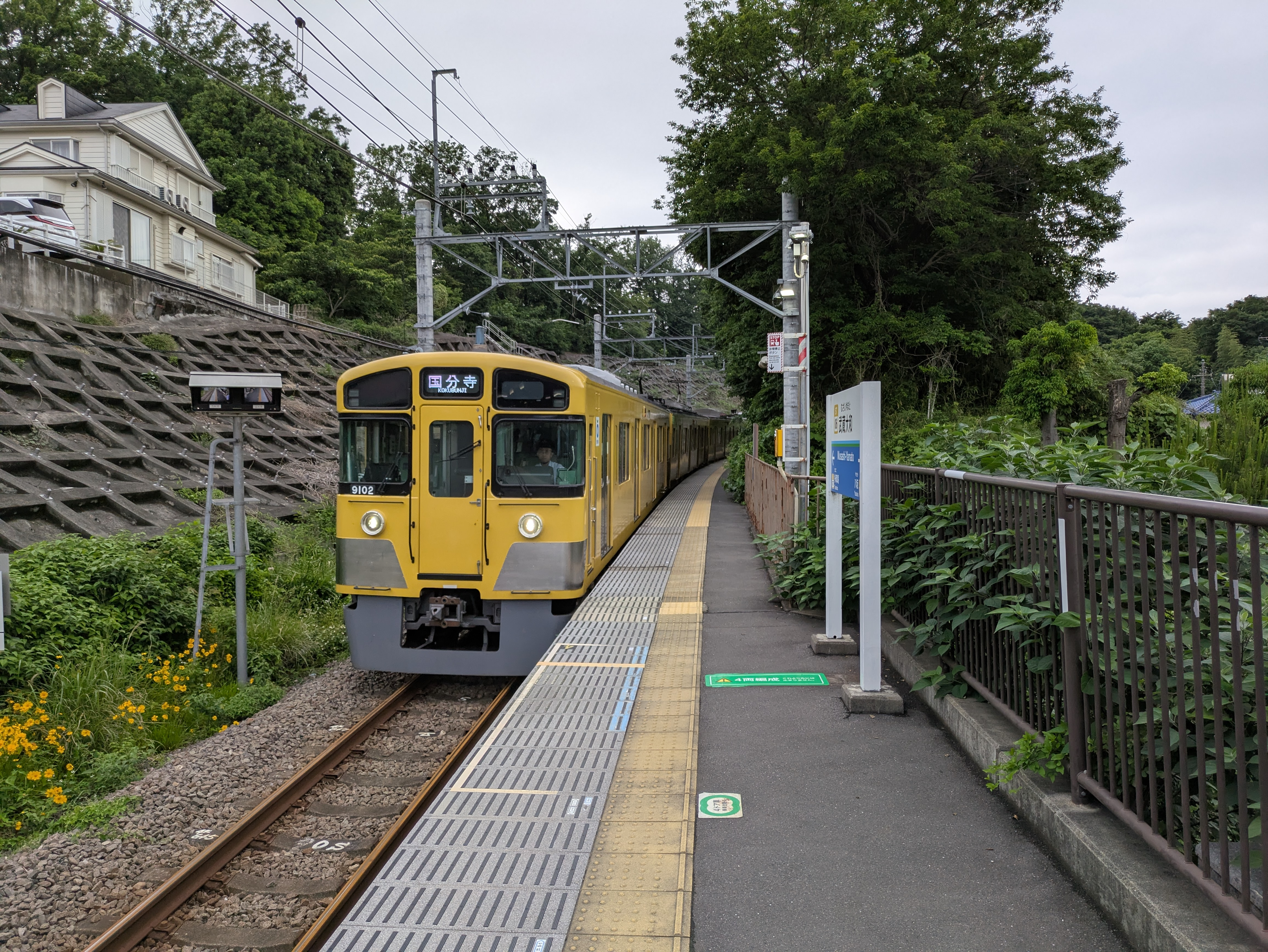
武蔵大和駅、多摩湖駅方　傾斜部に位置し空間は狭隘である。

| 街区内に存在する駅                 |
| ---------------------------------- |
| 西武多摩湖線 - 武蔵大和駅（ST 06） |

### バス
- 西武バス立川営業所…周辺の路線を運行している。

### 道路
- 東京都道128号東村山東大和線
- 東京都道253号保谷狭山自然公園自転車道線
- 赤坂道　ｰｰｰ (武蔵大和周辺〜所沢市県境付近)

## 施設

### 廻田町二丁目
- 回田信号所 ｰｰｰ 設備自体は近隣の街区に跨る。

### 廻田町三丁目
- 武蔵大和駅
- 回田小学校